# Синяя беседка
«Синяя беседка» — картина английского художника-прерафаэлита Данте Габриэля Россетти, созданная в 1865 году. На данный момент находится в собрании Института искусств Барбера в Бирмингеме.
Натурщицей для картины стала Фанни Корнфорт. Возможно, для звуковой ассоциации с ней Россетти изобразил на картине васильки (cornflowers на английском языке). Другие цветы — страстоцвет и вьюнок могут трактоваться как символы страсти и любовных уз. На натурщице надет медальон в виде сердца, который позже стал принадлежать возлюбленной художника Джейн Моррис.
Слово bower («беседка») в английском языке также обозначало укромное место или жилище, где в Средневековье и более поздние времена проходили встречи влюблённых. Исторические ассоциации с прошлым используются не только в названии картины, но и в изображении классического венецианского и тициановского типажа женской красоты с рыжими волосами. Брат художника, критик Уильям Майкл Россетти, считал, что картина является одной из самых ярких и роскошных работ его брата, но при этом женский образ здесь не идеализированный, а чувственный и земной, поэтому картина скорее была недооценена либо оценивалась в худшую сторону по сравнению с другими работами.
«Синяя беседка» является типичным примером того, как Россетти объединял на своих работах элементы культуры запада и востока, что было характерно для его творчества в 1860-е годы. Одной из первых картин, где это проявилось, стала работа «Bocca Baciata» 1859 года. Из восточных мотивов на «Синей беседке» присутствует изображение цветущей вишни, известный символ китайского и японского искусства, в частности, жанра укиё-э, и черты арабского орнамента на фоне, а также японский музыкальный инструмент кото. При этом музыкальный инструмент служит исключительно для декоративной цели, поскольку на нём невозможно играть в таком положении.
В отличие от многих своих работ, Россетти не делал репродукции «Синей беседки»; сохранилось несколько набросков и эскизов будущей работы.